# Südhessisches Wörterbuch
Das Südhessische Wörterbuch ist ein großlandschaftliches Wörterbuch, das die rheinfränkischen Dialekte Südhessens und Rheinhessens dokumentiert. Erarbeitet wurde es an der Universität Gießen.

## Typus
Das Südhessische Wörterbuch ist ein wissenschaftliches Großraumwörterbuch der dialektalen und regionalsprachlichen Lexik des südhessischen Sprachraums mit alphabetischer Anordnung der Stichwörter und einem an der Schriftsprache orientierten Lemmaansatz. Es wendet sich vor allem an Sprachwissenschaftler, insbesondere Dialektologen, Volkskundler, Historiker und Vertreter anderer Disziplinen sowie an interessierte Laien.
Räumlich umfasst das Arbeitsgebiet etwa 650 Orte in den beiden südlichen Provinzen des ehemaligen Großherzogtums Hessen, Starkenburg und Rheinhessen sowie einige früher hessen-darmstädtische Exklaven. Das Wörterbuchmaterial ist überwiegend synchron orientiert, es repräsentiert den Mundartwortschatz aus dem Ende des 19. und den ersten Jahrzehnten des 20. Jahrhunderts. Einzelne, in Auswahl dargebotene historische Belege (aus Urkunden, Weistümern, Chroniken u. a.) ergänzen die Materialbasis.
Das Südhessische Wörterbuch bietet den gesamten Wortschatz der Basisdialekte und der städtischen Umgangssprachen des Arbeitsgebietes. Innerhalb der Basisdialekte spielen die Fachwortschätze der wichtigsten Gewerbezweige des Untersuchungsraumes, beispielsweise des Weinbaus, der Maurersprache, der Holz- und Steinhauerei sowie der Eichenschälwirtschaft, eine wichtige Rolle. Material aus der Namenüberlieferung (Personen-, Orts- und Flurnamen) wird nur sporadisch berücksichtigt.
Benachbarte Wörterbücher des gleichen Typus sind gegen Norden das Hessen-Nassauische Wörterbuch, gegen Westen das Rheinische Wörterbuch, gegen Südwesten das Pfälzische Wörterbuch, gegen Süden das Badische Wörterbuch und gegen Osten das Fränkische Wörterbuch.

## Geschichte
Im Jahre 1925 wurde von der Historischen Kommission für Hessen die Anregung gegeben, ein „Odenwälder Wörterbuch“ zu schaffen. Es sollte innerhalb der deutschen Wörterbuchlandschaft die bestehende Lücke in Süddeutschland schließen und die beiden südlichen Provinzen des ehemaligen Großherzogtums Hessen, Starkenburg und Rheinhessen, erfassen.
Die vorbereitenden Arbeiten zur Sammlung des mundartlichen Wortschatzes übernahm Friedrich Maurer. Er begann, in Aufrufen und Vorträgen für das neue Unternehmen zu werben; er fand freiwillige Mitarbeiter, besonders im Kreis der Lehrerschaft in den ehemals hessen-darmstädtischen Provinzen. In den Jahren 1927 bis 1934 verschickte die Gießener Kanzlei monatlich einen Fragebogen, Wort- und Sachfragen jeweils im Wechsel. Die rund 100 Fragebögen umfassten auch Sondergebiete wie Weinbau, Wald- und Forstwirtschaft, Tabakanbau, Maurerhandwerk, Wagen und Pflug.
Unter Maurers Nachfolgern Friedrich Stroh (1931–1937) und Alfred Götze (1937–1945) lähmten die Weltwirtschaftskrise und der Zweite Weltkrieg die Auswertung des umfangreichen gewonnenen Materials.
Eine dritte Epoche in der Geschichte des Südhessischen Wörterbuchs begann im Jahre 1948 mit der Übernahme der Sammlung durch Rudolf Mulch. Neben seiner Tätigkeit im Schuldienst widmete er sich der Ordnung des Materials und einer ergänzenden Materialerhebung in den Jahren 1956 bis 1964. 1965 begann er mit der Publikation beim Buchstaben A. 1972 wurde Rudolf Mulch pensioniert, 1973 übernahm sein Sohn Roland Mulch die Leitung der Bearbeitung.
Die letzte Lieferung mit den Anhängen erschien 2010, die Arbeitsstelle wurde zum 30. September 2010 aufgelöst. Das gesammelte Material mit dem Zettelarchiv wurde dem Hessischen Staatsarchiv Darmstadt übergeben.
Das ebenfalls von Roland Mulch 2004 herausgegebene einbändige Kleine Südhessische Wörterbuch soll dem „interessierten Laien“ die „markantesten Eigenheiten im Wortschatz der südhessischen Dialekte“ aufzeigen und „die bildhafte Ausdrucksweise und humorvolle Originalität der alltäglich gesprochenen Mundart“ illustrieren.